# Hans Numsen
Hans Numsen (Hans von Numsen eller Hans Hans Nummesen,[kilde mangler] født 1613, død 1652) er det første veldokumenterede medlem af den senere adelsslægt Numsen, hvilket sikkert skyldes hans gode forbindelse til Corfitz Ulfeldt, som han var tjener for.

## Job
Han nævnes 1642-44 som "Skriver udi Rådstuen", derefter materialskriver på Bremerholm, 1645 i fuld virke med at udlevere tømmer, tjære, sejl, kabelgarn.

I 1600-tallet opstod et behov for en kirke ved Bremerholm, derfor besluttede Christian 4. at ankersmedjen skulle indrettes til kirke, som derefter blev kendt som Holmens Kirke, specielt beregnet til flådens folk.
Mange epitafier i kirken var opsat af fremtrædende københavnske borgere og gejstlige samt højtstående personer fra Søværnet, og
derfor fik Hans Numsen også et epitafium, der var malet af selveste hofmaler Karel van Mander. Van Mander fremhæver forældrenes stolthed over børneflokken, som om de selv er bestemt til at opnå en fremtrædende position i samfundet.

## Børn og koner
Han blev gift første gang med Inger Margrethe Wibe (Inger Margrethe Von Numsen) i 1645 som han fik tre børn med. Hustruen døde dog tidligt i en aldre af 24 år i 1648, hvorefter Hans von Numsen blev blev gift med Maren Willumsdatter Dichmand i 1649.
- Corfitz Numsen (1645-1701) opkaldt efter Corfitz Ulfeldt
- Eleonore Christine Numsen (1647-1705)
- Mathias von Numsen (1648-1731)[4]